# Bernard Gnéplou
Bernard Gnéplou, né en 1946, est un athlète ivoirien.

## Carrière
Bernard Gnéplou est médaillé de bronze du saut à la perche aux Jeux africains de 1965 à Brazzaville. 